# Buddleja parviflora
Buddleja parviflora är en flenörtsväxtart som beskrevs av Carl Sigismund Kunth. Buddleja parviflora ingår i släktet buddlejor, och familjen flenörtsväxter. Inga underarter finns listade i Catalogue of Life.